# Tschirn
Tschirn är en kommun och ort i Landkreis Kronach i Regierungsbezirk Oberfranken i förbundslandet Bayern i Tyskland.
Kommunen ingår i kommunalförbundet Teuschnitz tillsammans med staden Teuschnitz och kommunen Reichenbach.